# Vitālijs Maksimenko
Vitālijs Maksimenko (Riga, 1990. december 8. –) lett válogatott labdarúgó.

## Klub
A labdarúgást a FK Jūrmala-VV csapatában kezdte. Később játszott még a Skonto FK, a SV Mattersburg és a NK Olimpija Ljubljana csapatában.

## Nemzeti válogatott
2013-ban debütált a lett válogatottban. A lett válogatottban 52 mérkőzést játszott.

## Statisztika
| Lett válogatott | Lett válogatott | Lett válogatott |
| Időszak         | Mérk.           | gól             |
| --------------- | --------------- | --------------- |
| 2013            | 9               | 0               |
| 2014            | 3               | 0               |
| 2015            | 7               | 1               |
| 2016            | 8               | 0               |
| 2017            | 7               | 0               |
| 2018            | 7               | 0               |
| 2019            | 9               | 0               |
| 2020            | 0               | 0               |
| 2021            | 2               | 0               |
| Összesen        | 52              | 1               |